# Friedrich Halm
Barón Eligius Franz Joseph von Münch-Bellinghausen (alemán: Eligius Franz Joseph Freiherr von Münch-Bellinghausen) (2 de abril de 1806 - 22 de mayo de 1871) fue un dramaturgo austríaco, poeta y escritor novelista del periodo austriaco del Biedermeier, conocido bajo su seudónimo Friedrich Halm.

## Vida y carrera
Era hijo de un juez del distrito en Cracovia, Polonia, en ese tiempo del Imperio austríaco. Temprano en su carrera literaria adoptó el seudónimo de Friedrich Halm ("Halm" significa hoja de hierba u hoja de paja) y devino uno de los dramaturgos más populares en Viena a mediados del siglo XIX. Sus novelas son ahora consideradas tan o más significativoas desde un punto de vista literario, que sus escrituras dramáticas.
Se educó en el seminario de la Abadía de Melk, y más tarde en Viena, donde estudió filosofía y jurisprudencia, y donde empieza su carrera en 1826.
De joven se interesó en el teatro, y de 1833 disfrutó la amistad de su profesor anterior, el benedictino Michael Leopold Enk von der Burg, quién animó al poeta para ofrecer su obra Griseldis al Teatro Hofburg.
Su producción exitosa, en 1835, lo estableció muy reputado como dramaturgo. Continuó escribiendo con éxito variable.

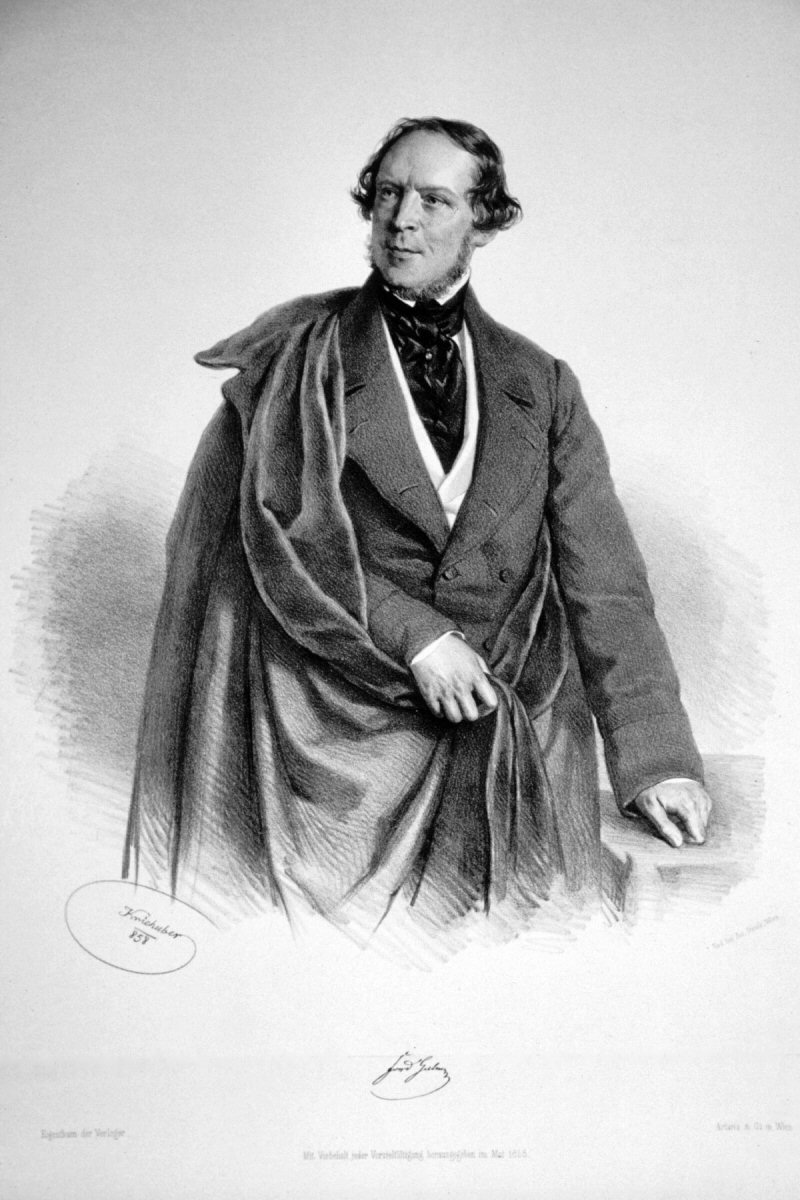
(Friedrich Halm); litografía de Joseph Kriehuber.

En 1840, devino en Regierungsrat (concejal de gobierno) y Kustos (jefe keeper) de la Biblioteca de Tribunal en 1844, una posición que Grillparzer había buscado en vano. 
En 1852, fue elegido miembro de la Academia austriaca de Ciencias, y miembro vitalicio de la austriaca Herrenhaus en 1861. En 1867, es nombrado superintendente de dos tribunales-teatros, mas tres años más tarde resignó tales puestos a quienes se lo habían disputado. Además, su salud también había estado fallando.

## Obra literaria
El primer drama de Friedrich Halm de larga duración, "Schwert, Hammer, Buch" lo terminó en 1833, y nunca publicado, explora tres diferentes rutas en la búsqueda de la felicidad: la del guerrero, la del artesano, y la del artista. Este drama masivo de varios cientos de páginas, aunque sigue siendo un pedazo de 'juvenilia', tiene numerosos pasajes eficaces y anticipa el talento literario que estaba a punto de estallar en la escena literaria vienesa solo tres o cuatro años más tarde con la publicación de la tragedia de Halm, Griseldis.
Muchos de sus trabajos dramáticos los más conocidos son, de hecho, Griseldis (1837) Der Adept (1836; publ. 1838) Camoens (1838) Der Sohn der Wildnis (1842) y Der Fechter von Rávena (1857). Griseldis se basa en la conocida historia de la esposa fiel cuya lealtad y devoción se ponen a las pruebas más severas, pero que triunfa al final. Der Sohn der Wildnis ("El Hijo del desierto") es un drama romántico que representa el poder del amor y la virtud femenina sobre la fuerza bárbaro grosero. Fue presentado en el escenario Inglés bajo el título de Ingomar el Bárbaro. Fechter der von Rávena ("El Gladiador de Ravena") considerado como uno de los mejores dramas de Halm, es una tragedia que tiene como su héroe Tumélico hijo de Arminio, el liberador de Alemania desde la dominación romana. Todos ellos se caracterizan por la elegancia del lenguaje, la versificación melodiosa y construcción inteligente, y eran por un tiempo muy populares.
Teatralmente estas obras son muy eficaces, pero los personajes son improbables y las situaciones son a menudo tensas. Su popularidad, que le deben en gran parte a su suave dicción, pulido y hermoso y con habilidad entremezcla letras, no ha sido duradera. De numerosos otros dramas de Halm podemos mencionar la Sampiero viva y poderosa (1856, que representa la trágica pérdida de auxiliar de la humanidad sobre el fanatismo político); Ifigenia en Delphi (1856); Begum Somru (1863); Wildfeuer (1864); una versión alemana de Cymbeline de Shakespeare Cimbelino que apareció en el escenario en 1842, y una comedia muy eficaz y humorística titulada Verbot und Befehl ("Prohibición y el Decreto", de 1856).
Es también el autor de letras de canciones, cuentos, y de un poema narrativo Charfreitag ("Viernes Santo") (1864). Sus poemas, Gedichte, fueron publicados en Stuttgart, 1850 (nueva ed. Viena. 1877). Su cosmovisión pesimista parece haberse formado muy temprano en la vida y nunca haberlo abandonado, como lo demuestran los poemas tempranos como "Eine Makame 'y poemas posteriores,' Schwere Jahre ', donde la vida es visto como esencialmente un valle de lágrimas y lleno de sufrimiento, y solo hizo soportable por la esperanza de una vida feliz y tranquila del espíritu que sobrevendrá después de la muerte física.
La alta reputación de Halm durante su vida es indicado por el busto de piedra que fue tallada de él y que todavía se encuentra en la parte superior del famoso Burgtheater de Viena, junto a las de Schiller, Goethe y Grillparzer. Desde muy temprana edad, Halm mostró una aptitud para la narrativa de ficción, tal vez se ejemplifica por primera vez en el encantador cuento, Die Abendgenossen, escrita cuando Halm tenía poco más de veinte años. Otra novela temprana de este período, Ein Abend zu L, contiene puntos de vista sobre el sexo y la homosexualidad que se anticipan a las nociones psicoanalíticas freudianas. Dr. Tony Page escribe sobre esto:

"A la vista de sus delineaciones afectado por el calor de la sexualidad humana y los impulsos sexuales reprimidos, a su juicio, potencialmente progresiva de amor del mismo sexo y la exploración general de la psique humana en las garras de la pasión, Ein Abend zu L. constituye un notable documento literaria de principios del siglo 19, proporcionando pre-ecos de las ideas psicoanalíticas que tomaría el mundo occidental por tormenta menos de un siglo más tarde

Otras historias de Halm cortos o novelas cortas, que tienden a centrarse en temas espirituales y personajes monomaníacas autodestructivas, son muy superiores a la mayoría de sus dramas y son sorprendentes e impresionante en el contenido, lleno de conocimientos psicológicos - especialmente su importante historia más temprana, Das Auge Gottes ("El Ojo de Dios") una larga novela escrita en 1826, sobre las reverberaciones sobrenaturales del acto blasfemo de la profanación de un icono santo, y su última obra maestra de la narrativa, "Das Haus an der Veronabrücke" ("La casa de la Puente de Verona") centrado en el colapso interior de un hombre entregado a una moralmente repelente pero reemplazando" idea fija "(el acoplamiento sexual forzada de su esposa con otro hombre). Su novela, Die mazapán-Lise ("mazapán Lise") se le atribuye ser uno de los primeros cuentos de ficción "criminales" de la literatura alemana y ahora está disponible como un libro de audio en CD. Por otra parte, el compositor, Brahms, utiliza algunos de los versos de Halm como base para una serie de sus Lieder.
En general se puede decir que es como una historia corta o escritor 'novela' que Halm ha asegurado un lugar en la historia de la literatura alemana / austríaca. Sus novelas marcan a Halm como escritor de talento, de penetración psicológica y sustantivo. Su novela, "La Casa en el puente de Verona (Das Haus an der Veronabruecke)" se erige como un hito en la literatura austriaca del siglo XIX para su tratamiento de sondaje y perspicaz de una mentalidad obsesiva que conduce inevitablemente a su poseedor a la tragedia y la muerte.
Su colección de trabajos, Samtliche Werke, fueron publicados por orden cronológico en ocho volúmenes (1856 –1864), y luego cuatro volúmenes póstumos se añadieron en 1872. También publicó  Ausgewählte Werke, ed. Schlossar en 4 v. (1904). Publicado en el siglo XXI en Amazon Kindle el formato es una colección de los poemas titulados Poemas Inéditos de Friedrich Halm (2011).

## Trabajos

### Juegos
- Griseldis, 1835
- Der Experto, 1836
- Camoens, 1837
- Imelda Lambertazzi, 1838
- Ein mildes Urteil, 1840
- König und Bauer, 1841
- Der Sohn der Wildnis, 1842
- Sampiero, 1844
- Maria da Molina, 1847
- Verbot und Befehl, 1848
- Der Fechter von Ravenna, 1854
- Eine Königin, 1857
- Iphigenie En Delphi, 1857
- Begum Somru, 1860
- Wildfeuer, 1864

### Historias
- Das Auge Gottes, 1826
- Ein Abend zu L., 1828
- Dado Marzipanliese, 1856
- Dado Freundinnen, 1860
- Das Haus Un der Veronabrücke, 1864

### Colecciones
- Gedichte, 1850
- Gesammelte Werke, 8 vols., 1856-1864
- Erzählungen